# 辛克 (阿肯色州)
辛克（英語：Zinc）是一個位於美國阿肯色州布恩縣的城鎮。根據2020年美國人口普查，該地人口為92人，而該地的面積約為1.94平方千米。

## 地理
辛克的座標為36°17′07″N 92°54′56″W / 36.28528°N 92.91556°W，而該地的平均海拔高度為268米（即879英尺）。